# Erysimum badghisi
Erysimum badghisi là một loài thực vật có hoa trong họ Cải. Loài này được (Korsh.) Lipsky ex N.Busch mô tả khoa học đầu tiên năm 1939.